# Menarini (laboratoire pharmaceutique)
A. Menarini Industrie Farmaceutiche Riunite S.r.l, abrégé Menarini, est un laboratoire pharmaceutique italien dont le siège est basé à Florence en Toscane. En 2016, le groupe est implanté dans plus de 100 pays.

## Historique
Menarini est créé en 1886 à Naples et c'est en 1915 que l'entreprise déménage à Florence. Dans les années 1960, l'entreprise ouvre un premier établissement à l'étranger, à Barcelone en Espagne[réf. souhaitée].
En 1964, le Dr Alberto Aleotti est nommé à la tête de l'entreprise qui compte alors 188 employés et réalise environ 1 million d'euros de chiffre d'affaires. À l'époque, Menarini occupe la 352e place au classement des plus grandes entreprises pharmaceutiques européennes[réf. souhaitée].
Sous l'égide du Dr Alberto Aleotti, les années 1970 ont été caractérisées par le renforcement de la position de Menarini en Italie. Celle-ci a pu être consolidée la décennie suivante grâce à de nombreux accords conclus avec d'autres sociétés pharmaceutiques italiennes importantes. En 2004, après le décès du docteur, sa fille Lucia et son fils Alberto Giovanni deviennent respectivement Présidente et Vice-président de l'entreprise[réf. souhaitée].
La filiale française a été créée en 1992. En 1994, alors que le ministère de la santé italien fait pression sur les groupes pharmaceutiques pour baisser les prix des médicaments, Menarini menace de délocaliser sa production en Allemagne.
En 2011, Menarini rachète le Singapourien Invida, ce qui donne à l'entreprise italienne une forte présence dans la région Asie-Pacifique. L'année suivante, Invida est rebaptisé Menarini Asia-Pacific. En décembre 2018, Menarini lance dans plusieurs régions du monde dont l'Europe le méropénem/vaborbactam qui traite les infections des voies urinaires. En 2020, Menarini rachète l'Américain Stemline Therapeutics pour 667 millions de dollars, un laboratoire spécialisé dans les médicaments oncologiques. La fondation Menarini met également en ligne un site de ressources sur le Covid-19 avec des recherches sélectionnées par Louis J. Ignarro et lance un kit de diagnostic du Covid-19 en 20 minutes[réf. souhaitée].

## Description
Menarini est le plus important laboratoire pharmaceutique italien, le 15e groupe européen et le 35e au monde[réf. souhaitée]. Il génère plus de 3 milliards d'euros de chiffre d'affaires et emploie plus de 16 000 personnes dont 20 % en Italie[réf. souhaitée].
En 2016, selon le magazine américain Forbes, Massimiliana Landini Aleotti, veuve du docteur, et sa famille sont à la tête d'une fortune professionnelle estimée à 10,1 milliards de dollars (4e fortune d'Italie).
Le groupe est subdivisé en trois branches :
- Menarini Ricerche
- Menarini Biotech
- Menarini Diagnostics

La filiale française est basée à Rungis, elle atteint en 2015 un chiffre d'affaires de plus de 200 millions d’euros[réf. souhaitée].

## Controverses
La famille Aleotti est poursuivie pour plusieurs chefs d'inculpations, dont fraude fiscale, et blanchiment d'argent. À ce titre une somme record d'1,2 milliard d'euros a été confisquée par la justice italienne d’après la Repubblica. Certains spécialistes parlent même d'un écosystème occulte, et de caisses noires. Par ailleurs le groupe Menarini a été condamné en appel par la cour européenne des droits de l'Homme pour une infraction à la règlementation anti-trust